# 21. Königlich Bayerische Infanterie-Brigade
Die 21. Königlich Bayerische Infanterie-Brigade war ein Großverband der Bayerischen Armee.
Die Brigade wurde am 1. April 1915 aus der 4. Infanterie-Brigade gebildet. Sie war der 11. Division unterstellt, deren Aufstellung bis zum 7. April 1915 abgeschlossen wurde.
Der Brigade unterstanden folgende Verbände:
- 3. Infanterie-Regiment „Prinz Karl von Bayern“
- 22. Infanterie-Regiment „Fürst Wilhelm von Hohenzollern“
- Reserve-Infanterie-Regiment 13

## Kommandeure
| Dienstgrad Vorname, Name       | Kommandeur von bis                  |
| ------------------------------ | ----------------------------------- |
| Generalmajor Karl von Schoch   | 21. März 1915 bis 23. Mai 1916      |
| Oberst Jakob Schulz            | 23. Mai 1916 bis 8. Februar 1917    |
| Oberst Karl Reber              | 8. Februar bis 27. August 1917      |
| Generalmajor Ludwig Hierthes   | 27. August 1917 bis 11. Januar 1918 |
| Oberst Wilhelm Edenhofer       | 11. Januar bis 4. Oktober 1918      |
| Oberst Jakob Ritter von Danner | 5. Oktober 1918 bis Mai 1919        |